# (13380) Yamamohammed
(13380) Yamamohammed (1998 WQ11) – planetoida z grupy pasa głównego asteroid okrążająca Słońce w ciągu 3,3 lat w średniej odległości 2,22 j.a. Odkryta 21 listopada 1998 roku.